# Incendio Dixie
El incendio Dixie fue un incendio forestal que afecto a los condados de Butte, Plumas y Lassen, California. Lleva el nombre de la carretera donde comenzó. El incendio comenzó en el cañón del río Feather cerca de la presa Cresta el 13 de julio de 2021 y había quemado 540,581 acres (218,765 ha) el 11 de agosto, con un 30 por ciento de contención. Desde entonces, se ha quemado principalmente hacia el norte a través del área del lago Almanor hacia el parque nacional Volcánico Lassen y hacia el este hacia Indian Valley y las afueras de Quincy. El fuego ha dañado o destruido varias ciudades pequeñas, incluidas Greenville el 4 de agosto y Canyondam el 5 de agosto.
Para el 23 de julio, se había convertido en el incendio forestal más grande de la temporada de incendios de California en 2021; para el 6 de agosto, se había convertido en el incendio forestal más grande (es decir, no complejo) en la historia del estado, y el segundo más grande en general (después del incendio del Complejo de agosto de 2020).
- Datos: Q107622482
- Multimedia: Dixie Fire / Q107622482